# Hall of Fame Tennis Championships 1978
L'Hall of Fame Tennis Championships 1978 è stato un torneo di tennis giocato sull'erba dell'International Tennis Hall of Fame di Newport negli Stati Uniti. È stata la 3ª edizione del torneo che fa parte del Colgate-Palmolive Grand Prix 1978. Il torneo si è giocato dal 10 al 16 luglio 1978.

## Campioni

### Singolare maschile
Bernard Mitton ha battuto in finale  John James con il punteggio di 6–1, 3–6, 7–6

### Doppio maschile
Tim Gullikson /  Tom Gullikson hanno battuto in finale  Colin Dibley /  Bob Giltinan con il punteggio di 6–4, 6–4